# Antoni Martí
Antoni Martí Petit (født 30. juli 1963, død 6. november 2023) var en andorransk arkitekt og politiker, som fra 11. maj 2011 til 16. maj 2019 var Andorras premierminister. Han var medlem af Demòcrates per Andorra.
Martí var fra 1994 til 2003 repræsentant i Andorras parlament for Partit Liberal d'Andorra. Fra 2003 til 2011 var han borgmester i Escaldes-Engordany.
Han var uddannet arkitekt fra Universitetet i Toulouse.